# 서유기: 월광보합
《서유기: 월광보합》(중국어: 西遊記第壹佰零壹回之月光寶盒, 영어: A Chinese Odyssey Part 1: Pandora's Box)은 1995년 1월 홍콩에서 개봉한 영화를 말한다. 제작자는 양국휘이며 감독은 유진위이고, 주성치, 오맹달, 주인, 나가영, 막문위, 유진위, 채소분, 남결영이 출연하였다.

## 내용
이 영화는 중국 명나라 때 오승은에 의해 쓰여진 서유기를 원작으로 하고 있는 영화이나, 서유기의 주인공과 틀을 바탕으로 하였을 뿐 영화의 내용은 가상 이야기이고, 서유기: 선리기연이라는 연장편을 가지고 있다.

## 배역
- 지존보(손오공) – 저우싱츠(주성치)
- 이당가(저팔계) – 오맹달
- 삼장법사 – 나가영
- 보리노조 – 유진위
- 반사대선 – 주인
- 철선공주 – 채소분
- 춘삼십랑 – 남결영
- 백정정(백골정) – 막문위
- 맹병 – 강약성
- 우마왕 – 루수밍
- 우향향 – 오각근

## 제작진
- 제작 – 양국휘
- 감독 – 유진위
- 무술 – 정소동
- 기술 – 마언량
- 촬영 – 반항생
- 미술 – 양화생
- 조감독 – 강약성
- 기획 – 진미령, 조경문
- 각본 – 유진위 (기안 명의)

### EBS판 제작진 (2021년 7월 16일)
- 프로듀서 – 이선희
- 번역 – 임혜미
- 감수 – 김동수
- CG – 조운경
- 편집 – 정미현
- 기술감독 – 김정수
- 우리말 연출 – 강민화
- 기획 – EBS
- 우리말 제작 – 벼리기획

## 한국판 성우진 (MBC, 1997년 9월 15일)
- 안지환 - 지존보(손오공) (주성치)
- 박조호 - 이당가(부두목) (오맹달)
- 박영화 - 저팔계 (오맹달)
- 정미연 - 백정정 (막문위)
- 차명화 - 춘삼십랑 (남결영)
- 변종필 - 당삼장 (나가영)
- 이종오 - 우마왕 (루수밍)
- 송도영 - 자하선사 (주인)
- 홍승옥
- 김수희
- 이종혁
- 양희문
- 이승현
- 박소라

## 영화 노래
- 주제곡
  - 노래 제목 : 《일생소애》[1], 가수 : 《노관정》

- 삽입곡
  - 노래 제목 : 《Only You》[2], 가수 : 《나가영》

## 같이 보기
- 서유기
- 서유기: 선리기연